# طاهر صباحی
طاهر صباحی (زادهٔ ۳۰ تیر ۱۳۱۹) نویسنده و ژورنالیست اهل ایران است که در زمینهٔ قالی و زیراندازها فعالیت می‌کند. وی همچنین مدیر مسئول مجلهٔ بین‌المللی گره است که تا کنون بیش از پنجاه شماره از آن به زبان‌های ایتالیایی و انگلیسی منتشر شده‌است. او تحقیقات بسیاری در خصوص قالی و زیراندازها در جهان و به خصوص در ایران انجام داده‌است و صاحب بیش از بیست عنوان کتاب در این خصوص می‌باشد. وی هم چنین صاحب کلکسیون نفیسی از دست‌بافت‌های ارزشمند از اقصی نقاط جهان است.

## زندگی
دکتر سید طاهر صباحی تیر ماه ۱۳۱۹ در تهران بدنیا آمد. سال ۱۳۴۰ برای ادامه تحصیل عازم ایتالیا شد و در سال ۱۳۴۶ با مدرک دکترای داروسازی از دانشگاه بلونیا فارغ التحصیل شد. وی همزمان با تحصیل، پا به عرصه‌ی پر رمز و راز قالی گذاشت و بزودی استعداد خود را در زمینه شناخت و ارزیابی انواع دست‌بافته‌ها بروز داد.
در سال ۱۳۵۱، پس از گذراندن آزمون‌های مربوطه، بعنوان کارشناس رسمی قالی‌های شرقی از طرف دادگاه عمومی دادگستری شهر اَلساندریا استان پیه‌مونته در ایتالیا شناخته شد و تا امروز در مقام یکی از ممتحن‌ها و کارشناس‌های صاحب تجربه با اتاق بازرگانی تورین و دستگاه قضایی این استان همکاری کرده و می‌کند.
صباحی بنیان‌گذار و مدرس واحد درسی به نام «تاریخ و فرهنگ قالی‌های شرقی» در دانشگاه تکنو تره در شهر تورین می‌باشد که در سال‌های ۱۳۶۲ و ۱۳۶۳ این واحد درسی را برای دانش‌پژوهان تدریس کرد. دامنه‌ی فعالیت‌های وی در زمینه‌ی تدریس هنر و فرهنگ قالی از اروپا و ایتالیا به سایر دانشگاه‌های جهان از جمله دانشگاه تهران، موزه‌ی فرش و دانشگاه جوانان توکیو در کشور ژاپن نیز اشاعه یافت.

## نقدها
حسین کمندلو (عضو هیئت علمی دانشگاه سمنان) در مقاله‌ای در خبرگزاری مهر به نقد کتاب قالی ایران: ز دل تنیده و ز جان بافته‌اند اثر طاهر صباحی پرداخت.
سایت اطلاع‌رسانی فرش ایران پاسخی به این نقد منتشر کرد.
  " اینکه آقای کمندلو تا بحال کتابی از دکتر طاهر صباحی ندیده است به‌معنای آن نیست که نویسنده قالی ایران نوقلم و تازه از راه رسیده است. صباحی در طلیعه کتاب قالی ایران به روایتی از مادر مرحومش اشاره می‌کند که او از بچگی با دیدن گل‌های قالی آرام می‌گرفته و با آن‌ها بازی می‌کرده است. انتخاب این مطلب و استفاده از آن برای ساختن تیتر "بازی با گل‌های قالی سابقه پژوهشی در حوزه فرش به حساب نمی‌آید" نه تنها موهن که بشدت مخالف روش نقد متعارف است، چه رسد به نقد علمی که ایشان داعیه آن را دارد."

## آثار
دکتر سید طاهر صباحی مؤسس و عضو انجمن‌های فرهنگی مختلفی بوده و سخنرانی‌های متعددی را در دانشگاه‌ها و موزه‌های مختلف جهان جهت معرفی هنر ماندگار قالی برگزار کرده است: 
-       مؤسس و عضو هیئت مدیره انجمن بازرگان‌های ایتالیای قالی‌های شرقی «AIMTO» تورین، ۱۳۶۴
-       عضو افتخاری انجمن اتریشی و آلمانی محققین و کارشناس‌های قالی‌ شرق «BFOT»، ۱۳۶۵
-       مؤسس و عضو افتخاری انجمن عتیقه‌‌جات هنری «APA» استان  پیه‌مونته
-       مؤسس و عضو انجمن باشگاه شیفته‌گان قالی‌های شرقی «CATO» تورین
-       عضو کمیته علمی کنفرانس بین المللی فرش «ICOC»

سخنرانی‌ها:

-       نقش کودک در میان عشایر قشقایی، دانشگاه رُم، ۱۳۶۰
-       نقش زن در میان عشایر قشقایی، دانشگاه رُم، ۱۳۶۱
-       جاجیم، باکو ۱۳۶۲
-       عشایر قشقایی، باکو ۱۳۶۵
-       تخت بافت‌ها، استامبول، ۱۳۶۶
-       مدیریت سخنرانی بین المللی قالی‌های شرق. تهران، ۱۳۷۴
-       مدیریت سخنرانی بین المللی قالی‌های شرق، استامبول، ۱۳۷۵
-       عشایر ایران و دست‌بافت‌‌ها، موزه‌ی منسوجات، واشنگتون، آمریکا
-       نقش اژدها و مار، کنفرانس بین المللی فرش، فیلادلفیا
-       جُل‌های اسب، کاربرد و نقوش آن‌ها، موزه‌ی ریتبرگ، زوریخ، سوئیس
-       دست‌بافت‌های عشایر قشقایی، موزه‌ی منسوجات، تورنتو، کانادا
-       قالی‌های مشرق، موزه‌ی فرش، تهران ۱۳۸۲
-       مدیریت سخنرانی بین المللی فرش، بیشکک، قرقیزستان

دکتر سید طاهر صباحی آثار متعددی در زمینه فرش و دست‌بافته‌ها به رشته تحریر در آورده که از میان آنها می‌توان به عناوین زیر اشاره نمود:

·      قالی‌های شرقی؛ هنر و سنت (ده آگوستینی، نُوارا ۱۹۸۶)،
·      واگیره؛ (کارتا، فلورانس ۱۹۸۷)،
·      قشقایی؛ قالی‌های عشایر ایرانی (ده آگوستینی، نُوارا ۱۹۸۹)،
·      جلد دهم دایره المعارف بزرگ مربوط به آثار عتیقه و کُهن (ده آگوستینی، نُوارا ۱۹۸۹)،
·      گلیم؛ قالی‌های تخت‌بافت قفقازی (ده آگوستینی، نُوارا ۱۹۹۰)،
·      الفبای قالی‌های شرقی (ده آگوستینی، نُوارا ۱۹۹۱)،
·      سواران شرق؛ پوشش اسب و روزینی (لئوناردو – دِ لوکا ، رُم ۱۹۹۱)،
·      سوماک؛ قالی‌های تخت با پودهای پیچیده (لئوناردو – دِ لوکا ، رُم ۱۹۹۲)،
·      سمرقند؛ قالی‌های جاده ابریشم (رومور، ویچنزا ۱۹۹۵)،
·      تولؤ، قالی‌های پُرز بلند آناتولی مرکزی (کاتو، تورین۱۹۹۷)،
·      جاجیم‌های شاهسون (موزومچی، والّه دِ آوستا ۱۹۹۸)،
·      آناتولیا (رومور، ویچنزا ۱۹۹۸)،
·      چین؛ قالی‌های کُهن امپراطوری (بولیس، برگامو ۱۹۹۸)
·      دست‌بافته‌های تبت (کاتو، تورین۲۰۰۰)،
·      درخت توت و ابریشم، موزه علوم طبیعی (تورین،۲۰۱۱)،
·      رایحه‌های عطرآگین رازناک و قدیس، مقاله‌ی «شمیم راه ابریشم»، (سلکوم، ۱۹۹۵)
·      پنج قرن قالی‌بافی در کرمان (کاپریکورنو، تورین ۲۰۰۶)،
·      هنر قالی‌های شرقی: (موندادوری، میلان ۲۰۰۷)،
·      گلیم‌: قالی‌های تخت‌بافت شرقی (موندادوری، میلان ۲۰۰۹)
·      شکار شاهان؛ بررسی قالی شکارگاه عهد صفوی در موزه‌ی پولدی پتزولی، میلان»، (تورین ۲۰۲۰)
·      گلیم‌: قالی‌های تخت‌بافت قفقازی (نسخه آلمانی، باتنبرنگ، آوگسبورگ، ۱۹۹۲)
·      شکوه قالی‌های شرق، (نسخه فرانسوی، اطلس، پاریس ۱۹۸۷)
کتاب‌های او که به زبان فارسی منتشر شده عبارتند از:

·      «قالین؛ چکیده تاریخ و هنر قالی‌بافی مشرق زمین» / دو جلدی، انتشارات خانه فرهنگ و هنر گویا،
·      «قالی ایران»/ انتشارات خانه فرهنگ و هنر گویا،
·      «گلیم؛ چکیده تاریخ و هنر تخت‌بافته‌های شرقی» / انتشارات ویژه نشر،
·      «پنج قرن قالی‌بافی در کرمان» / فرهنگستان هنر،
·      «سواران شرق؛ پوشش اسب و روزینی‌های شرقی» / انتشارات خانه فرهنگ و هنر گویا،
·      «مروری بر دست‌بافته‌های عشایر شاهسون» / انتشارات ویژه نشر.
·      «قشقایی؛ مروری بر دستبافته های عشایر قشقایی»، خانه فرهنگ و هنر گویا
·      «شکار شاهان؛ بررسی قالی شکارگاه عهد صفوی در موزه‌ی پولدی پتزولی، میلان» / در دست چاپ
به پاس فعالیت‌های علمی، فرهنگی و هنری، تألیف، نگارش و گردآوری مقاله‌ها، فصل‌نامه‌ها و کتاب‌های متعدد در زمینه‌ی گسترش و اشاعه‌ی هنر قالی و قالی بافی دکتر سید طاهر صباحی مفتخر به دریافت تقدیرنامه و جوایز و مقاله های مختلفی شده است؛
-       تقدیرنامه و لوح سپاس از فعالیت‌های فرهنگی، از طرف دکتر حسام الدین آشنا، مشاور رئیس جمهور وقت در امور رسانه، ۱۳۹۸
-       تقدیرنامه و لوح افتخار از فعالیت‌های فرهنگی، از طرف دکتر رحیم مشاعی، ۱۳۹۰
-       تندیس چهره‌ی ماندگار سال در حوزه دستبافت‌ها به‌منظور تجلیل از خدمت شایان و پژوهشگری ارزنده از فعالیت‌های علمی، فرهنگی و هنری، ۱۳۹۹
-       شانه بر موی سپید، روایت ها  و گفتارهایی از ماندگاران فرهنگ ایران، صفحات ۸۷۳ – ۸۵۰ جلد، نشر پیام امروز، پژمان موسوی

نقوشی که بر روی قالی های ما نقش بسته اند، آیا اصالتا ایرانی هستند؟
«این نقوشی که شما بر روی فرش‌ها ملاحظه می کنید، اصالت کامل ما نیستند؛ نقوش مسافرت می کردند به نحوی که بسیاری از نقوش ما در ابتدا از آسیای مرکزی و چین به ایران آمدند. فرش داستان‌هایی برای خود دارد که بسیار شنیدنی است، قالی داستان آدم‌هاست و همان طور که آدمیان با تعامل با یکدیگر فرهنگ‌ها و آداب و رسوم را با یکدیگر تقسیم کردند، فرش‌ها نیز همان را کردند»

فرش هویت ما
فرناز یونسی
«بافتن فرش آن‌چنان که گاهی تصور می شود ساده نیست. وقتی استادان مینیاتور نقشه‌ای را کشیدند، پرداختند و آن را بر کاغذ های میلی متری رسم کردند، نوبت به بافندگان می‌رسد. آن‌گاه است که صدای مرد و زن به هنگام خواندن رنگ درهم می‌آمیزد، دست‌های بافندگان می‌بافد و پس از آن اندک‌اندک قالی رخ می‌نماید. هر قالی نقشه‌ی منحصر به فردی دارد. قالی شناس از روی نقشه هم می تواند بفهمد قالی از کدام سوی ایران آمده است.»

خلاصه در وطن
سید جلال الدین بصام
«فروشگاه فرش دکتر صباحی در تورینو بیش از آن‌که یک فروشگاه باشد، یک گالری و یک موزه است. در یکی از طبقات این ساختمان دفتر مجله‌ی «گره» قرار دارد که تیم تحریریه در آن مشغول کار بودند. به نظر گروه صمیمی می‌آمدند که در کنار یکدیگر به سرعت و شدت مشغول فعالیت بودند تا آخرین شماره ی «گره» را قبل از آغاز نمایشگاه دموتکس آماده کنند. دیدن این خودجوشی و علاقه به کار مرا به کاویدن رمز کار او واداشت و فکر می‌کنم رمز آن چیزی جز شخصیت دکتر نیست.»

دکتر طاهر صباحی؛ مصداق عشق به ایران و ایرانی
علیرضا قادری
«وقتی از سفرهای خود می‌گوید آن‌جا که شروع به تصویر فضای زندگی بافنده‌های محروم می‌رسد بی اختیار بغض می‌کند و بی‌ریا می‌گرد. بی‌اغراق من کمتر انسان با صلابت و در عین حال نازک‌دلی همچون صباحی دیده‌ام. او همواره در تلاش است که بیاموزد آنچه را آموخته و برای یادگیری باید طالب و عاشق باشی او سخت می‌گیرد و کناره می جوید از کسانی که به فرش و رنگ و نقش سرسری و کاسبکارانه می‌نگرد و دلیل این رفتارش هم کاملا مشخص است، گوش نامحرم نباشد جای پیغام سروش.»
فعالیت‌های فرهنگی و هنری دکتر صباحی تنها به گردآوری، تألیف و نگارش خلاصه نشده اند و هم اکنون پس از سال‌ها تلاش و زحمت در زمینه قالی و هنر ماندگار قالی بافی، مجموعه‌ي از قالی‌هایی که بازگوی گوشه ی از سفرها و تجربیات وی می‌باشند را در قالب «خانه موزه‌ی صباحی» جمع آوری و با تغییر موضوع، امکان بازدید از قالی های مجموعه را برای شیفتگان و علاقه‌مندان فراهم آورده است. لازم به ذکر است که در طول این شصت سال تلاش و تحصیل مداوم گوشه‌هایی از این مجموعه در موزه‌های مختلفی به نمایش گذاشته شده اند؛
-       نمایشگاه باغ‌ها و گل‌ها، ۲۱ قالی با نقش‌های گیاهی و نباتی به سبک هنر ایکِبانا یا گل‌آرایی، سالن فولیر، اَلساندریا، ۱۳۶۳
-       نمایشگاه قالی‌ها و منسوجات مراکش و اقیانوس آتلانتیک، کاخ کوتّیکا، اَلساندریا، ۱۳۶۴
-       نمایشگاه نان و نمک، چگونگی تهیه نان و نگهداری نمک نزد عشایر، اَستی، ۱۳۶۶
-       نمایشگاه سواران شرق، ۷۰ جُل اسب، کاخ فرمانداری، میلان، ۱۳۷۱
-       نمایشگاه گلیم، قالی‌های تخت بافت،واله دائوستا، ۱۳۷۳
-       نمایشگاه منسوجات قدیمی عشایر شاهسون، موزه‌ی باستان شناسی شهر کیه تی استان اَبروت زو، ۱۳۷۸
-       نمایشگاه سوزنی‌ها، منسوجات و پوشاک مردمان آسیای مرکزی، گالری صباحی، تورین، ۱۳۹۱
-       دعوت و حضور قالی‌ها در نمایشگاه قالی‌های نقش محرابی، موزه‌ی هنرهای شرقی، تورین، ۱۳۹۱
-       نمایشگاه ۳۱ تخته قالی و شال‌های بافت کرمان، گالری صباحی، تورین، ۱۳۹۲
-       دعوت و حضور قالی‌ها در نمایشگاه قالی‌های ترکمن، موزه‌ی هنرهای شرقی، تورین، ۱۳۹۲
-       نمایشگاه ۱۷ قالی با نقش محراب، گالری صباحی، تورین، ۱۳۹۳
-       نمایشگاه قالی‌های پُرز بلند ایران، گرجستان و قرقیزستان و ترکیه
-       دعوت و حضور جُل اسب عثمانی متعلق به قرن ۱۸ میلادی در نمایشگاه اودیسه، کاخ سلطنتی ماداما، تورین، ۱۳۹۳
-       دعوت و حضور قالی‌ها در نمایشگاه قالی‌های محرابی، موزه‌ی هنرهای شرقی، تورین، ۱۳۹۳
-       دعوت و حضور واگیره‌ها در نمایشگاه واگیره‌ها، موزه‌ی هنرهای شرقی، تورین، ۱۳۹۴
-       دعوت و حضور قالی‌ها در نمایشگاه قالی‌ها و بافته‌های زرد رنگ، موزه‌ی هنرهای شرقی، تورین،۱۳۹۵
-       نمایشگاه نقش شیرها در بافته‌های استان فارس، گالری صباحی، تورین، ۱۳۹۴
-       نمایشگاه ۴۰ تخته قالی‌های قفقاز، گالری صباحی، تورین، ۱۳۹۴
-       نمایشگاه ۳۸ قطعه واگیره، کاخ هنرهای زیبا، تورین، ۱۳۹۵
-       نمایشگاه سوماک، قالی‌های تخت بافت قفقازی، گالری صباحی، تورین، ۱۳۹۵
-       نمایشگاه جُل‌های اسب و روپوش تزئینی شتر در مراسم عروسی، گالری صباحی، تورین، ۱۳۹۶
-       دعوت و حضور دو قالی‌ در نمایشگاه دوسالانه‌ی ونیز، قالی‌های– قرن هفدهم و هجدهم میلادی -  اوشک ترنج‌دار و قالی اوشک لوتّو در جزیره‌ی سن جورجه، ۱۴۰۰